# یوسفین یوهانسون
یوسفین یوهانسون (سوئدی: Josefin Johansson؛ زادهٔ ۱۷ مارس ۱۹۸۸) بازیکن فوتبال زن اهل سوئد است.